# Johnny Cage
Johnny Cage, pseudonimo di Jonathan Carlton, è un personaggio della serie di videogiochi Mortal Kombat.
Nel primo capitolo della serie, il suo aspetto è molto simile a quello dell'attore Jean-Claude Van Damme nel film Senza esclusione di colpi, dal quale trae ispirazione anche la tecnica del colpo ai testicoli dell'avversario; ciononostante il personaggio è interpretato dall'artista marziale Daniel Pesina.

## Storia

### Prima linea temporale
Stella del mondo delle arti marziali addestrata dai più grandi maestri di tutto il mondo, Cage usa il proprio talento e le proprie abilità speciali sul grande schermo e negli ambienti di Hollywood; è in vetta alla classifica degli attori più gettonati del momento come protagonista di pellicole come Dragon Fist e Dragon Fist II, oltre che del premiato Sudden Violence.
In Mortal Kombat (1992), sulla nave che trasporta all'isola di Shang Tsung, ha un piccolo diverbio con Kano; diventa invece amico di Liu Kang: i due combatteranno infatti insieme per contrastare Shang Tsung; dopo il torneo da questi organizzato, la stella delle arti marziali torna a Hollywood, ma scompare dalle scene della sua ultima pellicola per seguire il suo amico Liu Kang nel Mondo Esterno (Outworld).
Quando Shao Kahn raggiunge la Terra, Johnny Cage viene ucciso dalle squadre sterminatrici guidate da Motaro e Baraka; tuttavia la sua anima non raggiunge il Paradiso e si ferma nel Limbo, e ha la possibilità di riappropriarsi del proprio corpo per aiutare ancora una volta i suoi amici nella battaglia contro il male.
Sconfitto definitivamente Shao Kahn, la sua anima può raggiungere il Paradiso. Ma una nuova minaccia incombe sul destino della Terra: Shinnok, il dio esiliato, oltre a portare la guerra nei cieli è pronto ad attaccare anche la Terra; Johnny Cage quindi chiede e ottiene da Raiden la possibilità di riavere il proprio corpo per aiutare di nuovo i suoi amici.
Anche quando l'Alleanza Mortale si fa avanti, Cage fornisce il suo aiuto, fino a quando non viene nuovamente ucciso dall'Alleanza Mortale e fatto risorgere dal Re Dragone Onaga come suo succube e schiavo; ma Ermac riesce, assieme con lo spirito di Liu Kang, a purificare lo spirito dell'attore e a riportarlo alla ragione.
Johnny Cage prende poi parte alla battaglia finale tra bene e male in Mortal Kombat: Armageddon; nel suo finale, l'attore uccide Blaze e ottiene un potere immenso ma, cosa ben più importante, rinuncia alla sua carriera cinematografica e si fa addestrare dai monaci Shaolin, ricevendo così l'illuminazione.

### Seconda linea temporale
Anche se non compare in Mortal Kombat vs DC Universe, Cage è presente in Mortal Kombat (2011); lì appare nel primo capitolo nella Modalità Storia in cui, insieme con Sonya Blade e Raiden, risulta essere tra gli unici sopravvissuti dopo la guerra contro Shao Khan.
In Mortal Kombat X insieme alle forze speciali e Kenshi, riuscì a sconfiggere Shinnok intrappolandolo nell'amuleto. Vent'anni dopo, lui e Sonya Blade si sposano e hanno una figlia di nome Cassie Cage, nel capitolo 9 della storia, Shinnok fu liberato e prese Cage portandolo al Tempio Celeste cercando di farsi uccidere da D'Vorah, ma fu liberato da sua figlia dopo che ha sconfitto il Dio Anziano corrotto.
In Mortal Kombat 11 Il Johnny del passato viene portato nel presente, insieme a Sonya e Jax, nel capitolo 2. Riappare nel capitolo 6 dove viene catturato da Kano mentre il Cage del presente si rifugia nei Giardini di fuoco dello Shirai Ryu insieme al resto della squadra. Il Johnny del passato riappare nel capitolo 8 dove viene salvato da Cassie e Sonya. Dal capitolo 9 in poi sia il Johnny del passato che del presente non faranno altre apparizioni. Cage (passato) riappare in Aftermath insieme a Cassie e Sonya nel capitolo 16 venendo sconfitto da Shao Kahn/Sindel (scelta del giocatore) per poi essere catturato insieme a Blade e alla figlia dagli Shokan. Nel suo finale arcade, Johnny usa la klessidra per diventare un eroe di fama mondiale dopo la sua vittoria su Shinnok. Purtroppo questa cosa gli rovina la vita deludendo anche sua figlia. Cage però, ricordando le parole del lui del presente, usa la Klessidra per vivere una vita simile alla sua ma con una piccola differenza, resuscitando Sonya.

### Terza linea temporale
Nel nuovo universo di MK1, Johnny Cage ritorna nel suo vecchio ruolo di affascinante divo del cinema, dal carattere vanitoso ed arrogante. Compare per la prima volta nel secondo capitolo, a lui dedicato, dove viene mostrata la separazione da sua moglie. Successivamente, Kenshi Takahashi irrompe in casa sua per rubargli Sento, spada leggendaria appartenuta in passato al suo clan che Cage aveva acquistato per due milioni di dollari. Johnny mette al tappeto Kenshi e lo lega a una sedia, ma in quel momento arriva Lord Liu Kang insieme a Sub-Zero e Scorpion. Dopo un litigio tra Cage e Sub-Zero, Liu Kang comunica al primo di averlo scelto per essere campione della Terra. Tuttavia Johnny non riesce a divenire il campione rappresentante del Regno della Terra al torneo Mortal Kombat tenutosi nel Regno Esterno per aver perso un duello contro Raiden. Johnny, dopo il torneo, viene spedito in missione segreta da Liu Kang per catturare Shang Tsung insieme a Kung Lao e Kenshi, ma vengono scoperti e rinchiusi. Insieme a Baraka e Syzoth riescono a scappare e Johnny fa pace con Kenshi dopo che quest'ultimo gli ha salvato la vita, perdendo poi la vista ma riacquistandola grazie a Sento che Cage gli regala come segno di gratitudine. Dopo aver portato dalla loro parte anche Ashrah, il gruppo fugge dal Regno Esterno. Johnny comparirà di nuovo nell'ultimo capitolo (anche se solo per pochi secondi) e nella battaglia finale.

## Apparizioni
- Mortal Kombat
- Mortal Kombat 2
- Mortal Kombat: Trilogy
- Mortal Kombat 4
- Mortal Kombat: Gold
- Mortal Kombat: Deadly Alliance
- Mortal Kombat: Tournament Edition
- Mortal Kombat: Shaolin Monks
- Mortal Kombat: Armageddon
- Mortal Kombat (reboot)
- Mortal Kombat X
- Mortal Kombat 11
- Mortal Kombat 1